# 羅林嶺
羅林嶺（英語：Roaring Ridge）是南極洲的山嶺，位於瑪麗伯德地，處於布萊克本山東北面6公里，美國地質調查局根據測量和該國海軍的空中照片繪入地圖，現時由南極條約體系管理。
86°14′S 146°45′W / 86.233°S 146.750°W